# 兰斯当新月 (巴斯)
兰斯当新月（Lansdown Crescent）是一座著名的乔治时代建筑，位于英格兰西南部萨默塞特郡城市巴斯。

## 位置
该建筑位于紧邻市中心北侧的兰斯当山（Lansdown Hill），它构成了一连串弯曲露台的中心部分，包括东西兰斯当坊（Lansdown Place East and West）和萨默塞特坊（Someset Place）。这是乔治时代巴斯发展的最北端的边界。在地理上，它相当靠近市中心的其他著名的乔治时代建筑，包括皇家新月（Royal Crescent）、圣雅各广场（St James's Square）和圆形广场（The Circus），由于其地势较高，在巴斯市中心的上方，可以清晰地欣赏到这座建筑。

## 历史

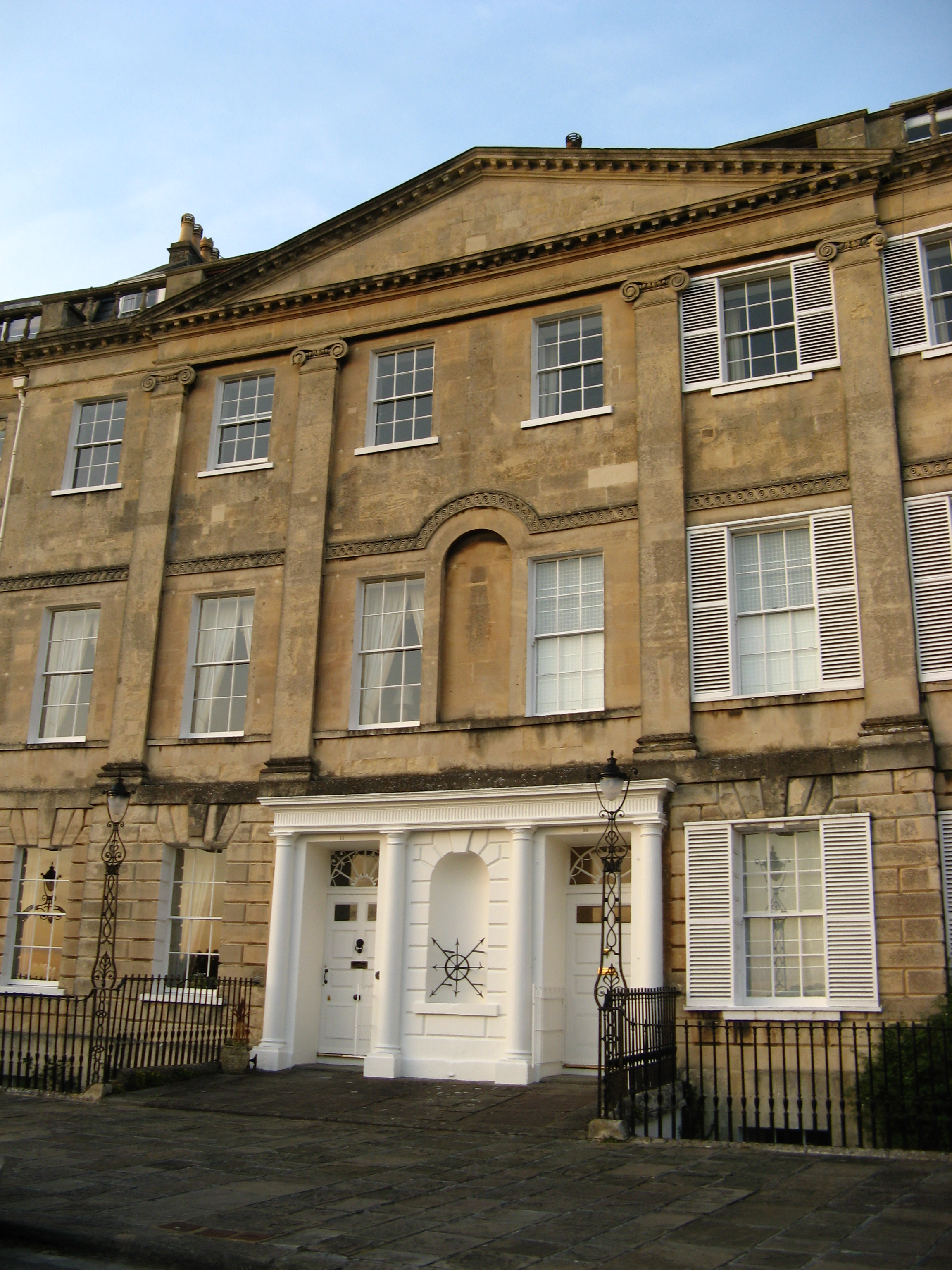

兰斯当新月是由约翰·帕尔默（John Palmer）规划设计，建于1789-1793年。帕尔默的设计确保了建筑前立面三层楼的高度均匀，门窗匹配。在女兒牆和石板砌筑的孟莎式屋顶下面，设有阁楼。立面后面的房屋，是后来由其他建筑商建造。该建筑由查尔斯·斯帕克曼（Charles Spackman）委托建造，因此露台最初称为斯帕克曼大楼（Spackman's Buildings）。
第一次世界大战期间，艺术家沃尔特·西克特（Walter Sickert）描绘了关于兰斯当新月的作品 。
2016年，在兰斯当新月发现了一枚第二次世界大战期间投下的一枚未爆炸的炸弹，于是采取了疏散居民的措施，并进行安全拆除。。在二战期间已被拆除和融化的房屋前栏杆的装饰物，也在2016年，通过公共募捐加以更换。
兰斯当新月前的草坪，有时也用来牧羊。

## 建筑
兰斯当新月是一处I级登录建筑，一共由20栋房子组成，每栋房子最初有四层，其中地下室为仆人宿舍。它被设计成一个凹进的新月形街区，两侧分别是西兰斯当坊（Lansdown Place West）和东兰斯当坊（Lansdown Place East），
中央的两栋房子，兰斯当新月10号和兰斯当新月11号，有一对入口，四根托斯卡納柱，上面有壁帶和腰線。一楼窗户之间的中心点有一个壁龛。此外还有一个拱门，连接兰斯当新月20号与西兰斯当坊1号, 这是一座I级登录建筑。据认为当时威廉·贝克福德也拥有这两处房产。 1822年，贝克福德在在兰斯当新月买了一栋房子，后来又在这里买了两栋房子，作为他的住所。此后，他又收购了他的住所和市中心以北的兰斯当山顶之间的所有土地，建造了一个长度超过半英里的花园，并在山顶建造了贝克福德塔。。